# Marcus Fabius Vibulanus (consul en -442)
Pour les articles homonymes, voir Fabius Vibulanus.
Marcus Fabius Vibulanus est un homme politique romain du Ve siècle av. J.-C., consul en 442 av. J.-C. et tribun militaire à pouvoir consulaire en 433 av. J.-C.

## Famille
Il est membre des Fabii Vibulani, branche de la gens des Fabii qui, selon Tite-Live, a failli disparaître après la bataille du Crémère en 477 av. J.-C. où a péri son grand-père Marcus Fabius Vibulanus. Son père Quintus Fabius Vibulanus, trop jeune, n'a pas participé à la bataille et la gens Fabia a pu survivre. Marcus a deux frères, Numerius Fabius Vibulanus, consul en 421 av. J.-C. et tribun consulaire en 415 et 407 av. J.-C., et Quintus Fabius Vibulanus Ambustus, consul en 423 av. J.-C. et tribun consulaire en 416 et 414 av. J.-C.
Il a trois fils : Quintus Fabius Ambustus, consul en 412 av. J.-C. et tribun consulaire en 390 av. J.-C., Numerius Fabius Ambustus, tribun consulaire en 406 et 390 av. J.-C. et Cnaeus Fabius Ambustus, tribun consulaire en 404, 401, 395 et 390 av. J.-C.

## Biographie

### Début de carrière
Il est peut-être élu consul au cours de l'année 457 av. J.-C., avec Lucius Quinctius Cincinnatus. Ces deux consuls ne sont mentionnés que par Diodore de Sicile. Ce dernier les insère entre les consuls de 457 (Caius Horatius et Quintus Minucius) et ceux de 456 (Marcus Valerius et Spurius Verginius). Cette année-là, les tribuns de la plèbe Aulus Verginius (ca) et Marcus Volscius Fictor font voter une loi qui passe à dix le nombre de tribuns élus chaque année.

### Consulat (442)
Il est élu consul avec Postumius Aebutius Helva Cornicen pour l’année 442 av. J.-C. Durant son consulat, il prend des mesures, via un sénatus-consulte, pour installer une colonie latine à Ardea afin de repeupler la région et de l'aider à se défendre contre les Volsques après que les dissensions civiles ont réduit de beaucoup la population,. Les Triumviri coloniae deducendae Agrippa Menenius, Titus Cloelius et Marcus Aebutius sont chargés de superviser la répartition des terres.

### Lieutenant dans la guerre contre Véies (437)
En 437 av. J.-C., Vibulanus participe à la guerre contre Véies en tant que lieutenant sous les ordres du dictateur Mamercus Aemilius Mamercinus nommé après la bataille près de l'Anio qui a entrainé de lourdes pertes. Mamercinus mène les troupes romaines sur la plaine au sud de Fidènes dont les Romains et les Étrusques se disputent la domination. Vibulanus est chargé de garder le camp tandis que le gros des troupes part affronter les Étrusques. Lars Tolumnius, roi de Véies, envoie un contingent contourner le champ de bataille pour prendre le camp d'assaut durant les combats mais Vibulanus opère une sortie et met le détachement en fuite. La bataille est remportée par les Romains. Mamercinus obtient l'honneur de célébrer un triomphe à son retour à Rome,.

### Tribunat consulaire (433)
En 433 av. J.-C., il devient tribun militaire à pouvoir consulaire avec Marcus Folius Flaccinator et Lucius Sergius Fidenas, tous les trois patriciens,. Cette année-là est marquée par l'apparition d'une épidémie de peste à Rome. Un temple est voué à Apollon dans l'espoir de limiter l'épidémie mais les pertes en hommes et en bétails sont importantes. Le temple est construit deux ans plus tard et dédié à Apollo Medicus. Les pertes sont telles que les Romains craignent une famine étant donné que les champs ne sont plus cultivés. Ils décident alors d'envoyer des ambassadeurs en Étrurie, dans la Plaine pontine, à Cumes et en Sicile pour tenter d'obtenir du blé.

### Lieutenant d'Aulus Postumius (431)
Deux ans plus tard, en 431 av. J.-C., Vibulanus est lieutenant sous les ordres du dictateur Aulus Postumius Tubertus dans la guerre contre les Volsques et les Èques,. Ces derniers sont vaincus près du mont Algide, victoire pour laquelle Aulus Postumius célèbre un triomphe.

### Auteurs antiques
- Tite-Live, Histoire romaine, Livre IV, 11/17-19/25-29 sur le site de l'Université de Louvain
- Diodore de Sicile, Histoire universelle, Livre XII, 2 sur le site de Philippe Remacle

### Auteurs modernes
- (en) T. Robert S. Broughton, The Magistrates of the Roman Republic : Volume I, 509 B.C. - 100 B.C., New York, The American Philological Association, coll. « Philological Monographs, number XV, volume I », 1951, 578 p.
- (en) Filippo Coarelli, Rome and environs : an archaeological guide, University of California Press, 2007, 555 p. (ISBN 978-0-520-07961-8)